# Roger Chaffee
Roger Bruce Chaffee (15. februar 1935 – 27. januar 1967) var en amerikansk astronaut. Selvom han aldrig havde fløjet i rummet, blev han udvalgt til den første flyvning i Apollo-programmet. Han kom aldrig ud i rummet fordi besætningen omkom ved en katastrofal brand på rumfartøjet Apollo 1, under en kommunikationsøvelse på startrampen. Under branden d. 27. januar 1967 omkom også astronauterne Virgil "Gus" Grissom og Edward White.
- Roger Chaffee på arbejde i kontrolcenteret under Gemini 3-missionen.
- Apollo 1-besætningen.
- Roger Chaffee.